# Dylan Thiry
Pour les articles homonymes, voir Thiry.
Dylan Thiry, né le 9 novembre 1994 à Arlon, est un candidat de télé-réalité et influenceur luxembourgeois.
Il atteint un semblant de notoriété lors de l'émission Koh Lanta : Cambodge en 2017.
En 2023, cinq personnes portent plainte contre lui pour « abus de confiance » pour avoir détourné de l'argent récolté avec son association Pour nos enfants. Le parquet de Paris a ouvert une enquête contre lui pour détournement. 

## Biographie

### Enfance
Thiry naît le 9 novembre 1994 à Arlon en Belgique.
A 16 ans il devient musulman et choisit le prénom Bilal.

### Carrière
En 2017, il participe à Koh Lanta : Cambodge. Il est éliminé après trois jours d'aventure.
En 2018, il participe à Koh-Lanta: le combat des héros. Il est éliminé lors de la 7e émission.

## Affaires

### Usurpation du titre de Mister Luxembourg
En 2018, après la publication d'une photo sur Instagram avec l'écharpe officielle, le comité Miss & Mister Luxembourg réagit : « ALERTE USURPATION D’IDENTITÉ. Mister Luxembourg 2019 est Owen HAWEL et personne d’autre. Nous avons été informé que Dylan Thiry usurpe le titre de « Mister Luxembourg 2019 »,.

### Faux contrat avec Gucci
Lors du premier épisode Koh Lanta, Thiry apparaît habillé d'une chemise à carreaux et chaussé de mocassins en cuir Gucci. Après la diffusion, il déclare : « Face au buzz suscité par mes mocassins, Gucci m’a contacté après la diffusion du premier épisode. Je suis hypercontent ». Cependant, la marque dément ses propos : « Nous n’avons établi aucun contact ni formulé aucune offre ».

### Dropshipping

#### 21Pods
En 2020, Dylan fait la promotion d'imitations chinoises d'AirPods d'une valeur de 60 euros sur ses réseaux sociaux. Certains acheteurs bataillent pour obtenir un remboursement. Ces derniers apprennent que l'entreprise d'imitations d'AirPods lui appartient.
Chloé Dessard, candidate de Koh Lanta : la Guerre des chefs, l'accuse d'être à l'origine d'une escroquerie après la non-expédition d'une commande.

### Accusation d'escroquerie
En mai 2021, Moundir Zoughari accuse Thiry d'escroquerie concernant ses activités humanitaires au Sénégal. Moundir réagit : « C'est un message d'urgence. Dylan se fait passer pour un messie, qui sauve tout un village de soi-disant pauvres sans eau ». Un résident du village sénégalais où Thiry se trouve déclare : « Au départ, ce monsieur est arrivé, s’est mis autour d’un puits dont le forage était quasiment terminé, et a commencé à se prendre en photo devant, comme si c’était lui qui l’avait fait. Même les gens du village pensaient que le donateur, c’était lui ! ».
En janvier 2023, 5 personnes déposent plainte contre Thiry pour abus de confiance dans le cadre de cagnottes en ligne destinées à financer des missions humanitaires dans plusieurs pays d’Afrique et du Proche-Orient,.

### Promotion de produits pour «guérir le cancer»
Il fait la promotion sur Snapchat de gélules qui pourraient « guérir le cancer ». La publicité fait polémique et l'influenceur supprime alors les vidéos. Le député Aurélien Taché, ayant vu la promotion, condamne ces pratiques commerciales.

### Séismes de 2023 en Turquie et Syrie
Après le séisme en Turquie et en Syrie, il se rend sur place pour « apporter son aide à la population »,.
Une vidéo de lui se filmant au milieu des ruines en Turquie après le séisme provoque de nombreuses réactions (notamment de Booba) sur les réseaux sociaux. Avec cette mise en scène, il est accusé de « faire le buzz sur des morts ».
Il réagit : « On essaye de m’abattre. J’ai filmé comme les journalistes le font ici », « Je suis venu ici pour aider, comment pourrais-je profiter de la situation ? ».
Booba réagit dans un tweet : « Tu as été trop loin, c’est foutu ».

### Proxénétisme et trafic d'enfants
En avril 2023, dans des enregistrements vocaux publiés par Booba, Thiry évoque un projet de « sauver des putes » de la prostitution en lançant leur carrière sur la plateforme Mym. Il évoque également vouloir prendre 80% des revenus générées par cette activité.
Il est également accusé de trafic d'enfants. Deux députés (Stéphane Vojetta et Arthur Delaporte) réalisent un signalement auprès de la procureure de la République de Paris à la suite des accusations de trafic d'enfants portées par le rappeur Booba à son encontre au travers d'enregistrements vocaux réalisés par Dylan Thiry.

## Télévision
- 2017 : Koh Lanta : Cambodge sur TF1
- 2018 : Koh-Lanta : Le Combat des héros sur TF1
- 2018 : Les Marseillais vs le Reste du Monde 3 sur W9
- 2018 : Ninja Warrior 4 sur TF1
- 2019 : Les Princes de l'amour 6 sur W9
- 2019 : La Villa des cœurs brisés 4 sur TFX
- 2019 : La Bataille des couples 2 sur TFX
- 2019 : Big Bounce Battle sur TF1
- 2021 : La Villa des cœurs brisés 6 sur TFX
- 2021 : Les Princes de l'amour 9 sur W9
- 2021 : Un dîner presque parfait sur W9

## Vie privée
En février 2024, Dylan Thiry se marie avec l'animatrice et influenceuse Ayem Nour. Ils divorcent six mois plus tard, en août 2024.